# Mariusz Korzępa
Mariusz Korzępa (Kolbuszowa, 17 de enero de 1991-Rzeszów, 26 de marzo de 2016) fue un futbolista polaco que jugaba en la demarcación de centrocampista.

## Biografía
Tras formarse en las categorías inferiores del Stal Mielec, finalmente debutó como futbolista en 2008 en la III Liga, donde jugó durante un año. Posteriormente pasó a formar parte de la institución del Lechia Gdańsk, jugando en el equipo B durante tres temporadas. Tras un año cedido en el Siarka Tarnobrzeg, volvió al Stal Mielec, donde jugó hasta 2014. Tras un breve paso por el Czarni Połaniec volvió al Stal Mielec, esta vez para jugar en la II Liga. También jugó en la II Liga con el Siarka Tarnobrzeg. Finalmente jugó para el Wolczanka Wolka Pelkinska, con el que tan solo jugó un encuentro.
Falleció el 26 de marzo de 2016 en Rzeszów tras sufrir un accidente de tráfico a los 25 años de edad.

## Clubes
| Club                       | País    | Año         | Partidos | Goles |
| -------------------------- | ------- | ----------- | -------- | ----- |
| Stal Mielec                | Polonia | 2008 - 2009 | 26       | 4     |
| Lechia II Gdańsk           | Polonia | 2009 - 2012 | 75       | 8     |
| Siarka Tarnobrzeg (cedido) | Polonia | 2012        | 24       | 2     |
| Stal Mielec                | Polonia | 2012 - 2014 | 15       | 0     |
| Czarni Połaniec            | Polonia | 2014 - 2015 | 10       | 4     |
| Stal Mielec                | Polonia | 2015        | 4        | 1     |
| Siarka Tarnobrzeg          | Polonia | 2015 - 2016 | 15       | 0     |
| Wolczanka Wolka Pelkinska  | Polonia | 2016        | 1        | 0     |